# Thumby
Thumby település Németországban, Schleswig-Holstein tartományban. Lakosainak száma 392 fő (2023. december 31.). Thumby Boren, Rabenkirchen-Faulück, Winnemark, Dörphof, Damp, Holzdorf (Schleswig-Holstein) és Rieseby községekkel határos.

## A település részei
- Börentwedt (Borntved),
- Sensby (Sønsby),
- Sieseby (Siseby, niederd. Siesby) és
- Thumby
- Bienebek (dánul Binebæk),
- Guckelsby (Gugelsby vagy Guggelsby),
- Marienhof és
- Staun (Stavn)
- Archangel, Bienebekermühle (Binebæk Mølle),
- Bocksrüde (tlw., Bogsryd),
- Brammermoor,
- Bredemaas (Bredemose),
- Hakelmark, Harzmoor (tlw.),
- Helle,
- Hestemaas (Hestemade),
- Hoheluft,
- Hümark (Hymark[2]),
- Hümarkfeld,
- Karlsburgholz (auch Karlsburgerholz),
- Knüppelbek (kis része, Knuppelbæk),
- Krakery (Krageryd),
- Kummersholz (auch Kummerholz),
- Maasleben (Maaslev),
- Maaslebener Mühle (Maaslev Mølle),
- Moorholz,
- Neuteich,
- Ochsenhagen (Oksehave[3]),
- Rosental,
- Scharmatt,
- Schnurrum (Snurom[4]),
- Sinkental,
- Staunerhütte (Stavnhytte),
- Vogelsang (kis része, Fuglesang).

## Népesség
A település népességének változása:
| Lakosok száma | 592  | 398  | 395  | 386  | 396  | 392  |
|               | 1975 | 2017 | 2019 | 2021 | 2022 | 2023 |